# Шарафкент
Шарафкент (каз. Шарафкент, до 2007 г. — Чапаево) — село в Тюлькубасском районе Туркестанской области Казахстана. Входит в состав Балыктинского сельского округа. Код КАТО — 516039500.

## Население
В 1999 году население села составляло 612 человек (300 мужчин и 312 женщин). По данным переписи 2009 года, в селе проживали 734 человека (356 мужчин и 378 женщин).